# Cymothoa nigropunctata
Cymothoa nigropunctata es una especie de crustáceo isópodo marino del género Cymothoa, familia Cymothoidae. Fue descrita científicamente por Risso en 1816.

## Distribución
Esta especie se encuentra en el mar Mediterráneo y el norte del océano Atlántico.